# Vaisia
En el marco del hinduismo, un vaisia es un miembro de la tercera de las cuatro castas de la sociedad india tradicional. La casta vaisia abarca a comerciantes, artesanos, terratenientes y agricultores.
- vaiśya, en el sistema AITS (alfabeto internacional para la transliteración del sánscrito).
- वैश्य, en escritura devanagari del sánscrito.
- Pronunciación: /váishia/.[1]
- Etimología: proviene de vish, un varón que se instala en el suelo, un campesino, o trabajador del campo, agricultor. Es una palabra sánscrita muy antigua, que ya aparece en el Rig-veda (el texto más antiguo del hinduismo, del siglo XVI a. C.).
  - vish: asentamiento, casa familiar, hogar, vivienda (vishás pati: ‘señor de la casa’, nombre que se aplica a los dioses hogareños Agní e Indra en el Rig-veda).
  - vish: comunidad, tribu, raza (en plural: sujetos, pueblo, tropas), en el Rig-veda, Átharva-veda, Majábharata y Bhágavata-purana.
  - vish: el pueblo, la gente, relacionado [?] con el griego κατ (kat), y ἐξοχήν, (eksojén, ‘prominencia’), en el sentido de los que se asientan y trabajan en el suelo. Como en vishám pati (amo del pueblo), vishám nathá (señor del pueblo) o vishám isuará (controlador del pueblo), tres nombres que se referían a los reyezuelos en la India antigua.[1]
- También se puede ver escrito en inglés, vaishya.

Una persona nacida en una familia de casta bráhmana (sacerdotes), chatría (militares-políticos) o vaisia recibe el nombre de duiya (nacido por segunda vez) cuando pasa por la ceremonia upanaiana, la iniciación en la educación hinduista. La cuarta casta, la de los sirvientes (sudrá) no podía acceder a este estamento de poder.

## Teniendo en cuenta
- Ksatri (hijo de un varón shudra con una mujer vaisia)